# FA Cup 1984-1985
La FA Cup 1984-85 fu la 104° del torneo calcistico più antico del mondo, la Football Association Challenge Cup, comunemente nota come FA Cup. La competizione fu vinta dal Manchester United, che batté l'Everton per 1–0 allo stadio Wembley dopo i tempi supplementari grazie al gol di Norman Whiteside.

## Finale
| Arbitro: | Peter Williams |

|                |           |  |
| Whiteside 110’ | Marcatori |  |